# Erycina pumilio
Erycina pumilio är en orkidéart som först beskrevs av Heinrich Gustav Reichenbach, och fick sitt nu gällande namn av Norris Hagan Williams och Mark W. Chase. Erycina pumilio ingår i släktet Erycina och familjen orkidéer. Inga underarter finns listade i Catalogue of Life.

## Bildgalleri

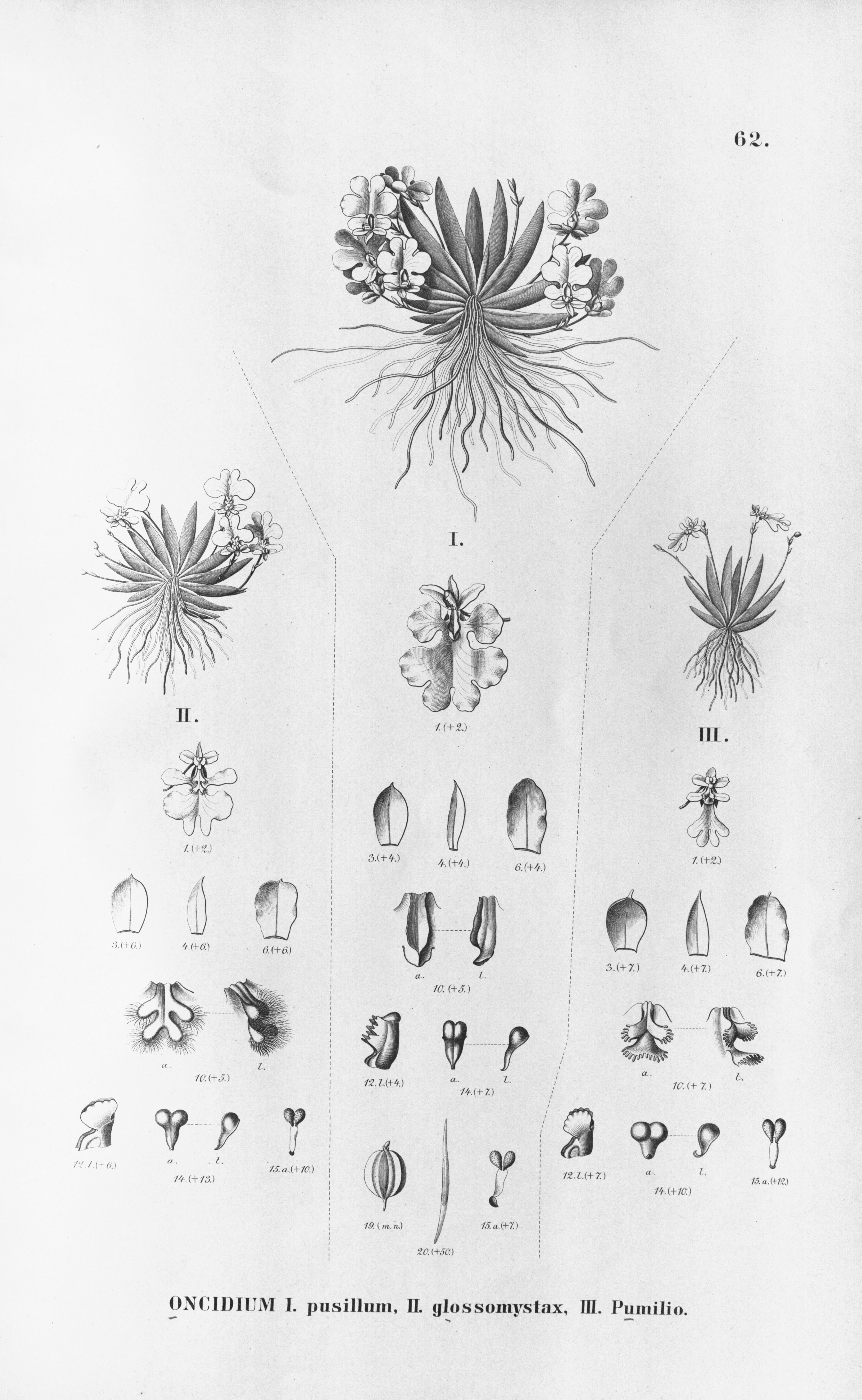